# Midrariderna
Midrariderna var en sunnimuslimsk berbisk dynasti som regerade östra Marocko från Sijilmasa mellan 757 och 976. 
De var en av de första staterna som frigjorde sig från Umayyadkalifatet sedan den islamiska erövringen av Maghreb.